# Lucille Norman
Lucille Norman (née Lucille Pharaby Boileau le 15 juin 1921 au Nebraska, morte le 1er avril 1998 en Californie) est une mezzo-soprano et actrice américaine, active dans les années 1940 et 1950.

## Biographie
Elle commence sa carrière en chantant pour des bandes originales de film, réalise de nombreux enregistrements en particulier avec Gordon MacRae, et apparait dans quelques films au début des années 1950. Après s'être retirée du cinéma, elle se marie avec l'acteur Bruce Kellogg, et retourne à sa carrière musicale. En 1956, elle est nommée meilleure chanteuse de l'année par la Southern California Music Trade Association. Elle a un  enfant, et son mari meurt en 1967. Elle réside à Glendale en Californie jusqu'à sa mort en 1998.

## Discographie

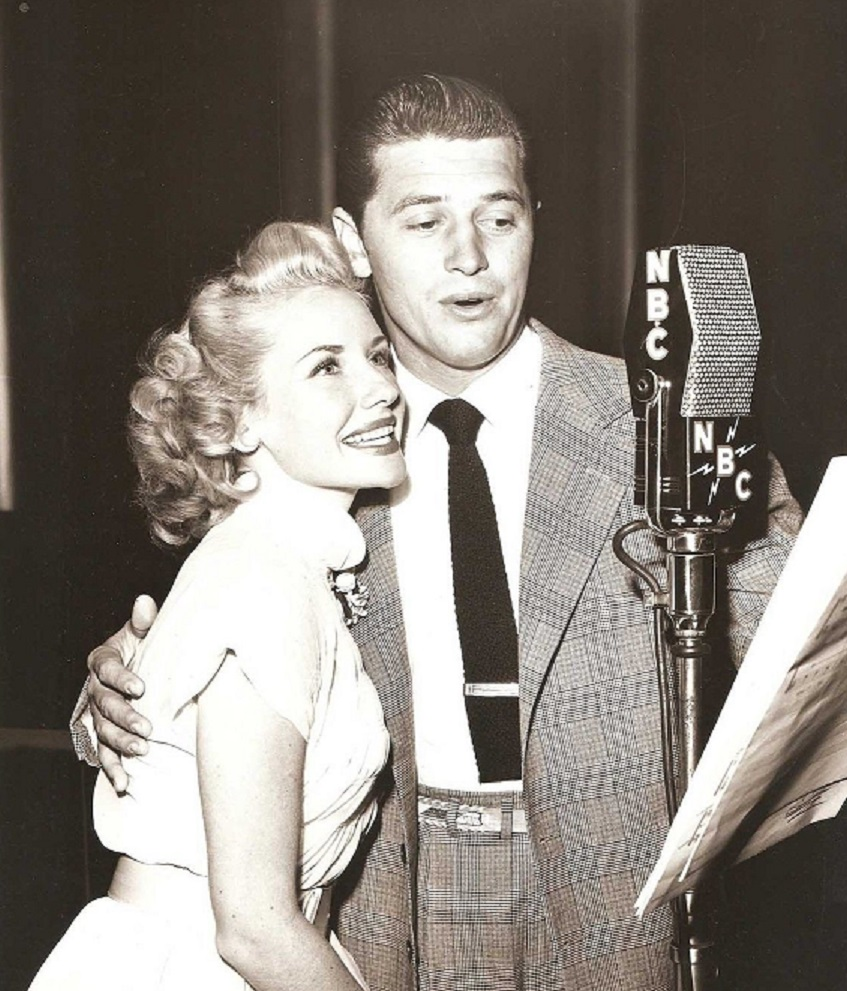
Lucille Norman & Gordon MacRae, The Railroad Hour, 1950

- 1938 : I Married an Angel (AEI CD-1150, 1985)[3]
- 1942 : For Me and My Gal, bande sonore du film MGM avec Judy Garland et Gene Kelly (Sony UK CD 7638552, 2010);
- 1950 : The New Moon, avec Gordon MacRae (Capitol H-217) LP
- 1950 : The Vagabond King, avec Gordon MacRae (Capitol LCT-6000) LP
- 1951 : Painting the Clouds with Sunshine, avec Dennis Morgan (Capitol L-291) LP
- 1952 : The Desert Song, avec Gordon MacRae (Capitol L-351) LP
- 1952 : The Merry Widow, avec Gordon MacRae (Capitol L-335) LP
- 1952 : Roberta, avec Gordon MacRae (Capitol L-334)LP
- 1953 : The Desert Song/Roberta, avec Gordon MacRae (Capitol P-384) LP
- 1954 : The Red Mill, avec Gordon MacRae (Capitol L-530) LP
- 1955 : The Student Prince/The Merry Widow, avec Gordon MacRae (Capitol T-437)
- 1955 : Naughty Marietta (operette)/The Red Mill, avec Gordon MacRae (Capitol T-551)
- 1956 : The Vagabond King/The New Moon, avec Gordon MacRae (Capitol T-219) LP

## Filmographie
- 1942 : Pour moi et ma mie (For Me and my Gal) (non créditée)
- 1951 : La Ronde des étoiles (Starlift) de Roy Del Ruth
- 1951 : Elle cherche un millionnaire
- 1951 : La Ronde des étoiles
- 1952 : Les Conquérants de Carson City
- 1953 : Sweethearts on Parade